# Croniades pieria
Croniades pieria is een vlinder uit de familie van de dikkopjes (Hesperiidae). De wetenschappelijke naam van de soort is voor het eerst geldig gepubliceerd in 1857 door William Chapman Hewitson als Pyrrhopyga pieria. De soort komt voor in tropisch Zuid-Amerika in Brazilië, Bolivia en Guyana.